# Hands (voetbal)

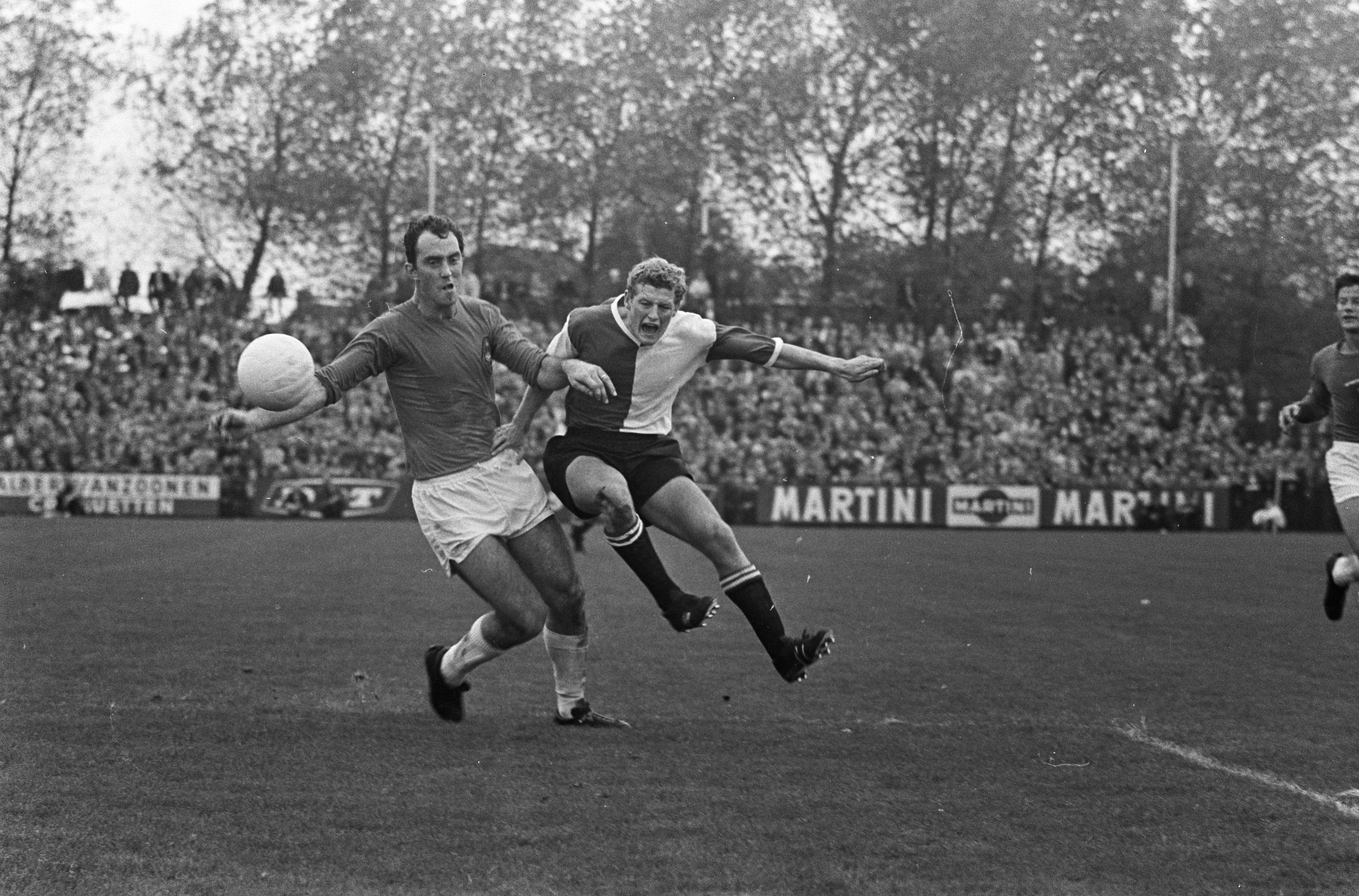
Hands

Van hands of handspel bij voetbal is sprake als een veldspeler de bal opzettelijk met de hand of met de arm speelt of raakt. Wanneer de bal de schouder of andere lichaamsdelen raakt, is het nooit hands.
Er moet sprake zijn van het opzettelijk spelen van de bal. Als de bal niet opzettelijk geraakt wordt, is het dus geen hands. Wel kan er sprake zijn van voorwaardelijk opzet: als de speler die de bal met arm of hand beroert zijn arm op een positie houdt dat hij zou moeten kunnen begrijpen dat een handsbal het gevolg kan zijn. Als een speler opspringt en zich met zijn armen breed maakt, is het dus wel degelijk hands als daar vervolgens tegenaan geschoten wordt.
Hands buiten het strafschopgebied wordt bestraft met een directe vrije trap. Als er hands wordt gemaakt binnen het strafschopgebied van de overtredende speler, dan is de straf een strafschop.
Als een speler opzettelijk hands maakt kan hij ook een waarschuwing krijgen wegens onsportief gedrag, bijvoorbeeld als hij door opzettelijk en opzichtig hands te maken wil voorkomen dat een tegenstander in balbezit komt, of als hij opzettelijk hands maakt om te willen scoren.
Als een speler opzettelijk hands maakt om een doelpunt of duidelijke scoringskans te voorkomen, dan kan hij ook van het veld gestuurd worden. Als de scheidsrechter in zo'n geval echter de voordeelregel toepast én er wordt onmiddellijk een doelpunt gescoord, dan kan de speler niet meer van het speelveld worden gezonden, maar moet dan alsnog een waarschuwing ontvangen.

## België
In België is sinds seizoen 2019-2020 het opzettelijk spelen geen vereiste meer voor de aanvallende ploeg. Ieder contact van de armen of handen met de bal telt als handsbal.
Dit zodat de scheidsrechter niet meer hoeft te beoordelen of het onopzettelijk zou zijn of niet.